# Chelonus recurvariae
Chelonus recurvariae är en stekelart som beskrevs av Mccomb 1968. Chelonus recurvariae ingår i släktet Chelonus och familjen bracksteklar. Inga underarter finns listade i Catalogue of Life.